# Beda Vickermann

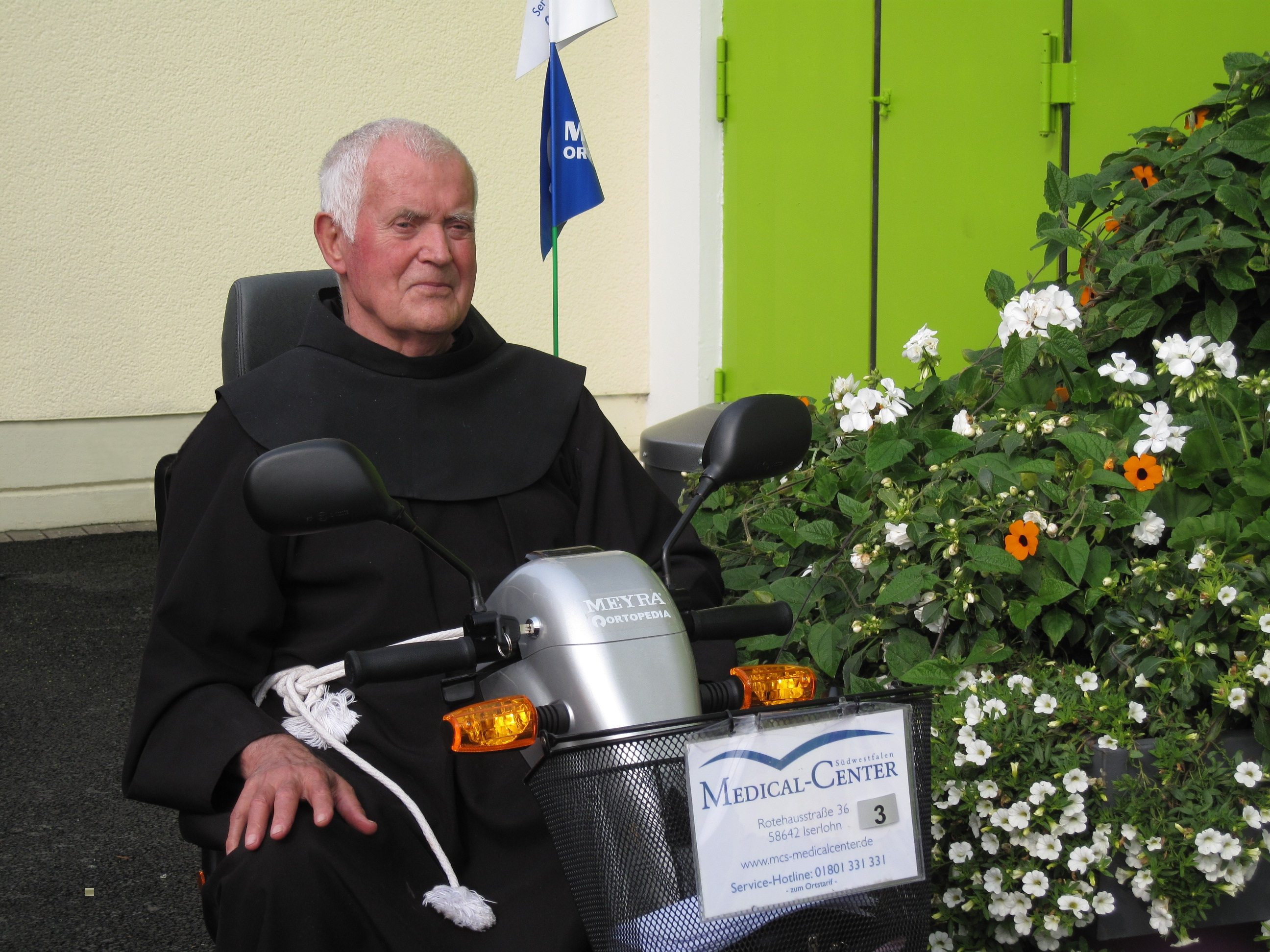
Pater Beda auf der Landesgartenschau Hemer 2010

Beda Vickermann OFM (* 24. Dezember 1934 in Opherdicke als Linus Wilhelm Vickermann; † 16. August 2015 in Gronau (Westf.)) war ein deutscher katholischer Missionar, der sich vor allem um die Entwicklung in Brasilien bemühte. Er war in Westfalen (und auch darüber hinaus) unter anderem durch regelmäßige Altkleider- und Altpapiersammlungen als Pater Beda zugunsten seiner Entwicklungsarbeit in und für Brasilien bekannt.

## Leben
Linus Vickermann wuchs als zweites von sieben Kindern der Familie Vickermann auf, die einen kleinen Pachthof in Opherdicke (heute ein Ortsteil von Holzwickede) bewirtschaftete. Er besuchte die Volksschule in Holzwickede und anschließend das Gymnasium in Unna. In Opherdicke wurde er Messdiener.
Am Dreikönigstag 1946 fasste er den Entschluss, Missionar zu werden. Am 1. März 1951 wurde er Küster der St.-Stephanus-Gemeinde in Opherdicke. Im Herbst 1951 zog die Familie nach Apricke bei Hemer, weil die Eltern dort einen größeren Hof pachteten. Hier wurde er Leiter der Pfarrjugend in Hüingsen bei Menden, wo er eine Begegnung mit zwei Franziskanern hatte, die als Missionare in Nordost-Brasilien arbeiteten.
Nach Abschluss der gymnasialen Oberstufe bat er im Kloster Bardel bei Bad Bentheim um Aufnahme in den Franziskanerorden, um als Missionar in Brasilien arbeiten zu dürfen. Am 1. August 1956 begann er das Noviziat der Franziskaner im Kloster Bardel, das zur nordostbrasilianischen Franziskanerprovinz vom hl. Antonius gehört. Er erhielt den Ordensnamen Beda. Am 25. August 1957 reiste er zur Vorbereitung auf die Priesterweihe nach Recife in Brasilien. Dort studierte er auch Philosophie (in Olinda, Pernambuco) und Theologie (in Salvador da Bahia). In der Klosterkirche von Salvador empfing Pater Beda durch Kardinal-Erzbischof Álvaro da Silva am 22. Juli 1962 die Priesterweihe.
Am 26. Mai 1963 hatte Pater Beda seine Primiz in der Opherdicker Stephanuskirche. Im gleichen Jahr begannen in Holzwickede seine Altkleider- und Altpapiersammlungen. Im April 1964 wurde Pater Beda zurück nach Deutschland versetzt und war drei Jahre Religionslehrer an der Realschule in Mettingen und am Goethe-Gymnasium in Ibbenbüren. In dieser Zeit begannen auch Gottesdienste und Vorträge über Brasilien. 1968 kam Pater Beda wieder nach Bardel und wurde von dort aus zu einer Stimme der Armen in Brasilien.
Am 26. Februar 1984 wurde der Aktionskreis Pater Beda für Entwicklungsarbeit e. V. offiziell gegründet. Mit der Absicht, „schnell und unkompliziert zu helfen“, unterstützt der Aktionskreis heute Franziskaner und andere Ordensleute und Sozialprojekte in Brasilien.
Pater Beda wurde im November 2003 mit dem Bundesverdienstkreuz am Bande ausgezeichnet.
Er verstarb am 16. August 2015 in Gronau, Westfalen.

## Sonstiges
Zu den Freizeitaktivitäten Pater Bedas gehörten Sport, die Pflege von Gärten und Friedhof des Klosters Bardel sowie Kontakt mit der Jugend in Jugendfahrten und Jugendlager.
An mehreren Sonntagen zwischen April und September öffnet der Aktionskreis Pater Beda den Bismarckturm in Iserlohn.
Seit August 2017 erinnert eine Ausstellung in der Heimatstube Holzwickede an Leben und Werk von Pater Beda.